# Максимовка (Стерлітамацький район)
Макси́мовка (рос. Максимовка, башк. Максимовка) — присілок у складі Стерлітамацького району Башкортостану, Росія. Адміністративний центр Максимовської сільської ради.
Населення — 293 особи (2010; 330 в 2002).
Національний склад:
- росіяни — 62%